# 事例ベース推論
事例ベース推論（じれいベースすいろん、英: case-based reasoning、CBR）は、過去の類似問題の解法に基づいて類推して新たな問題を解く推論の手法またはその過程である。自動車整備士が以前にいじったことがある自動車の似たような故障を思い出してエンジンの修理をするのは、一種の事例ベース推論である。弁護士が裁判で判例に基づく主張を展開するのも、一種の事例ベース推論である。技術者が自然界にあるものを模倣するのも（生体工学）、自然を問題解決のデータベースとしていると見ることができる。事例ベース推論は類推を突き詰めた例と言える。
事例ベース推論は自動推論の強力な手法というだけではなく、人間が日々の問題解決のために広く行っていることである。この考え方を推し進めると、全ての推論は過去の事例に基づいているとも言える。これは、認知科学のプロトタイプ理論の考え方である。

## プロセス
事例ベース推論は自動推論のための4段階のプロセスとして定式化された。
1. 検索: 問題が与えられると、記憶の中からそれを解くのにふさわしい事例を検索する。1つの事例は、問題とその解法からなり、その解法がどのようにして導き出されたかという注釈があるのが一般的である。例えば、フレッドがブルーベリーパンケーキを作ろうとしているとする。初心者の場合、彼が思い出せる最もふさわしい事例は普通のパンケーキをうまく作った記憶である。パンケーキの作り方とその中の数々の判断の根拠がフレッドの検索した事例ということになる。
2. 再利用: 検索された事例から与えられた問題の解法へのマッピングを行う。新しい状況に合うよう、解法を適用される必要があるかもしれない。パンケーキの例で言えば、フレッドは検索した事例にブルーベリーをどう追加するかを考えなければならない。
3. 修正: マッピングができたら、その新しい解法を実際に（あるいはシミュレーションで）試して、必要ならば改良を加える。例えば、フレッドはブルーベリーをバターに混ぜることにしたとする。すると予期しない副作用としてバターが青くなった。それを踏まえると、バターをフライパンに投入してからブルーベリーを混ぜるという改良/修正に至る。
4. 記憶: 新たな問題にうまく適応した解法が得られたら、その経験を新たな事例として記憶する。フレッドはあらたにブルーベリーパンケーキのレシピを記憶し、将来のパンケーキ作りにその事例を生かすことができる。

## 他の手法との比較
一見すると、事例ベース推論は機械学習におけるルール獲得アルゴリズムに似ている。ルール獲得アルゴリズムと同様、事例ベース推論 はいくつかの事例（訓練例）から出発する。検索された事例と与えられた問題の間で共通性を識別することによって、暗黙のうちに事例を一般化する。
例えば、普通のパンケーキのレシピがブルーベリーパンケーキにマッピングされる場合、バターで炒めるという基本を踏襲するという判断がなされ、暗黙のうちにバターで炒めるときの一連の状況が一般化されている。しかし、事例ベース推論での暗黙の一般化とルール獲得での一般化での重要な違いは、一般化がどの時点でなされるかという点である。ルール獲得アルゴリズムは、解くべき問題が与えられる前に訓練例から一般化を行う。すなわち、先行一般化である。
例えば、訓練例として普通のパンケーキ、アップルパンケーキ、バナナパンケーキのレシピがルール獲得アルゴリズムに与えられると、訓練時にあらゆるパンケーキを作るための汎用ルールを導き出す。それは例えば、ブルーベリーパンケーキを作るという問題を与えられた時点ではない。ルール獲得アルゴリズムの欠点は、訓練例から一般化する方向性が間違っている可能性がある点、あるいは一般化が不十分な可能性がある点である。一方事例ベース推論では一般化を実際に必要になるまで遅らせる。つまり、遅延一般化である。パンケーキの例で言えば、ブルーベリーパンケーキの問題を既に与えられているため、それを事例としてそのような状況が来れば一般化することができる。従って事例ベース推論は事例を一般化する無数の方法を持つ複雑な領域で特に威力を発揮する。

## 批判
事例ベース推論は、事例証拠を主な運用原則とする手法であると批判されることもある。統計的に適切なデータがないと、その一般化が正しいという保証ができない。統計的に見て少なすぎるデータに基づく帰納的推論は、全て本質的に事例証拠に基づく。

## 歴史
事例ベース推論は、1980年代初期にロジャー・シャンクらがイェール大学で行った研究に始まった。Schank のダイナミックメモリ・モデルが初期の事例ベース推論システム（Janet Kolodner の CYRUS、Michael Lebowitz の IPP）の基盤となった。
1980年代のうちに事例ベース推論の研究が広く行われるようになり、法的推論における事例ベース推論、メモリベース推論（超並列マシンでの推論手法）、事例ベース推論と他の推論手法との組合せといった研究が行われた。1990年代には事例ベース推論研究は世界的広がりを見せ、1995年には国際会議が開催され、各国でワークショップが行われるようになった。
事例ベース推論技術はいくつかのシステムに応用され成功を収めてきた。初期の例としてロッキードのCLAVIER（工業用電機炉で焼かれる複合部品の配置を行うシステム）がある。事例ベース推論はヘルプデスクでもよく使われ、コンパックの SMART システムなどがある。

## 応用
- ヘルプデスク
  - SMART（Support Management Automated Reasoning Technology）はコンパックが顧客サービスに使ったシステムである[8]。
  - Appliance Call Center はゼネラル・エレクトリックがヘルプデスク自動化に使ったシステムである[9]。
- 意思決定支援システム
  - CLAVIER は、複合部品の製造のための事例ベース推論システムである[10]。
  - FromTool はプラスチックの色照合システムである[11]。